# Boucherie chevaline
Pour les articles homonymes, voir Boucherie (homonymie).
 (septembre 2018).

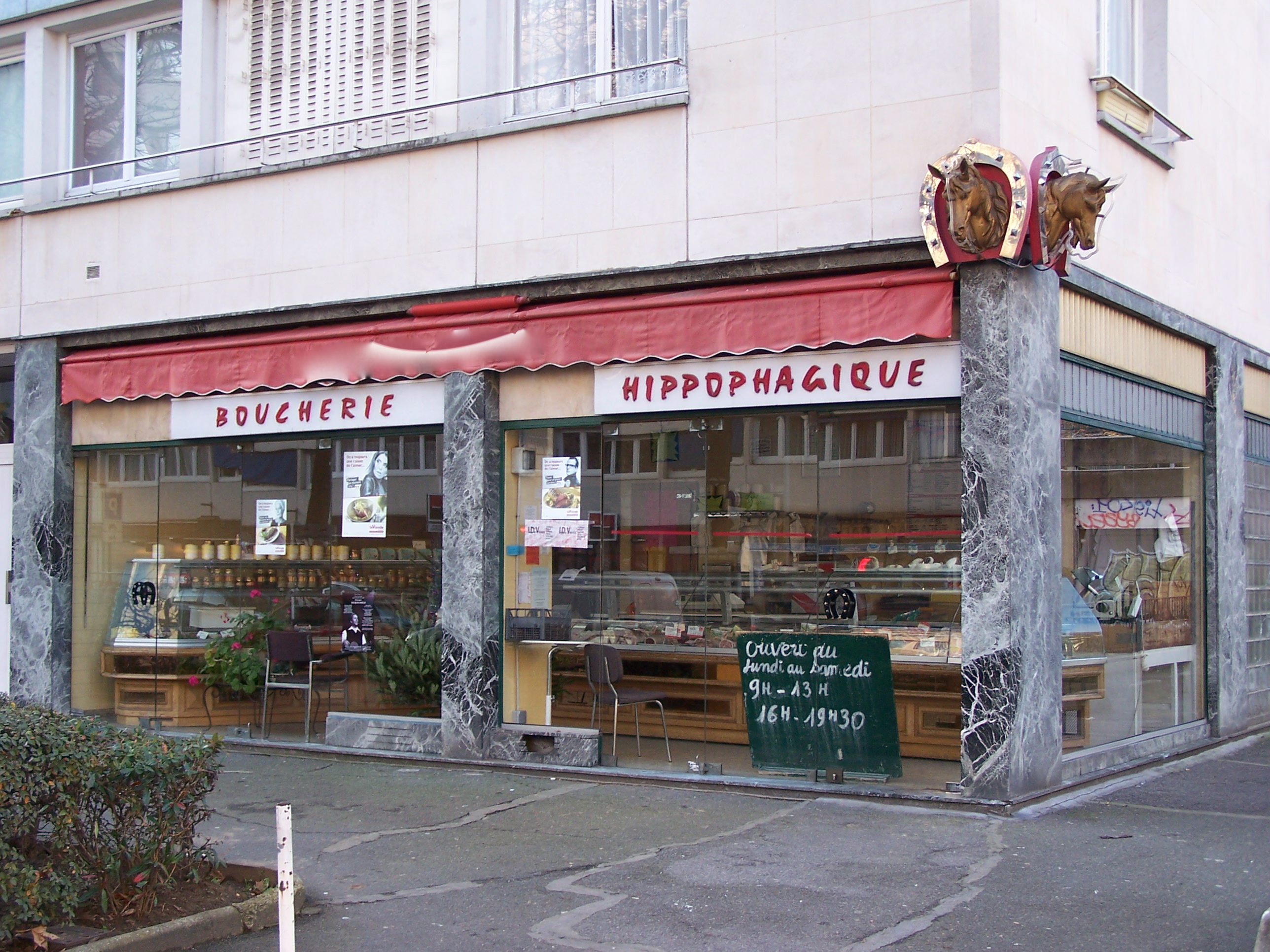
Boucherie chevaline dans la rue de la Glacière à Paris en 2012.

Une boucherie chevaline, ou de façon désuète boucherie hippophagique, est une boucherie spécialisée dans la transformation et la vente de viande de cheval. Ces boucheries spécialisées existent dans différents pays européens, notamment l'Allemagne, la France et la Belgique.

## Histoire
La première boucherie chevaline d'Allemagne ouvre à Berlin en 1847.
Les boucheries chevalines en Europe se trouvent principalement en Allemagne, Autriche, Suisse, Belgique, France et Italie.

### France
En France, c'est en 1866, sous l'impulsion d'Isidore Geoffroy Saint-Hilaire, Renault[Lequel ?] et Émile Decroix, qu'ouvre la première boucherie chevaline à Nancy puis quelques semaines plus tard une seconde à Paris, sur la place d'Italie,.Les boucheries chevalines de France avaient généralement, au XIXe siècle, une enseigne typique constituée de « têtes de chevaux » en laiton, souvent par trois, et, avec l'utilisation de la lumière au néon, soulignées de profil par cette lumière au néon rouge pour que l'enseigne soit reconnue même les soirs d'hiver. Cette enseigne représente souvent un cheval de race Arabe, hennissant et « hypersensible », selon la description qu'en fait Bernadette Lizet. Ces enseignes spécialisées ouvrent principalement dans des régions ouvrières, comme le Nord-Pas-de-Calais et le XIXe arrondissement de Paris.
En 1986, le scandale sanitaire de la trichinose entraîne une raréfaction de la clientèle, et donc la fermeture de boucheries chevalines françaises.
En février 2013, la médiatisation de l'affaire des lasagnes surgelées provoque un regain d’intérêt pour la viande de cheval, d’après la « Fédération des bouchers chevalins » (Interbev Equins), les ventes de viande chevaline auraient augmenté de 10 à 15 % en deux semaines.

#### Effectifs
Alors qu'elles étaient très nombreuses par le passé, en 2010, le nombre de boucheries chevalines en France est tombé à 1 500 en raison de la désaffection pour cette viande.
En 2014, 750 boucheries chevalines sont recensées en France. Leur disparition totale est envisagée : « On ne conduit plus aussi fréquemment que jadis le cheval compagnon à l'abattoir, et chacun sent bien que les jours de la boucherie chevaline sont comptés ; seule la désuétude dans laquelle elle est tombée empêche sa suppression légale : plus personne n'y va ».
En 2023, la dernière boucherie chevaline de Paris est située rue de Cambronne dans le 15ème arrondissement.

### Allemagne

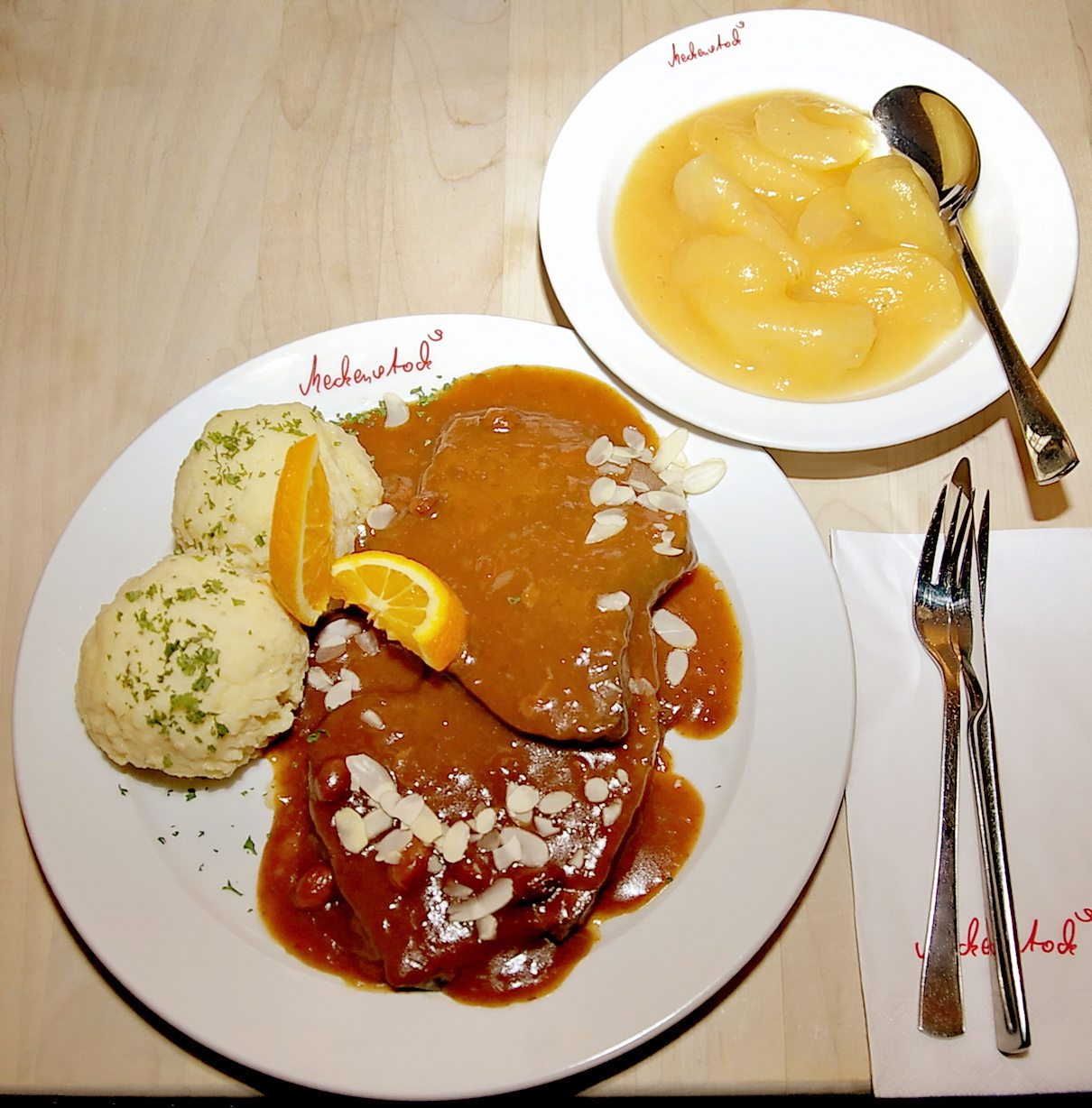
Sauerbraten rhénan.

Les plats typiques en Allemagne comprennent le Sauerbraten rhénan, qui était au moins à l'origine préparé avec de la viande de cheval, et la Rosswurst frite sur les marchés.
Depuis 1993, il est autorisé en Allemagne de vendre des produits à base de viande de cheval avec d'autres produits à base de viande.

### Italie

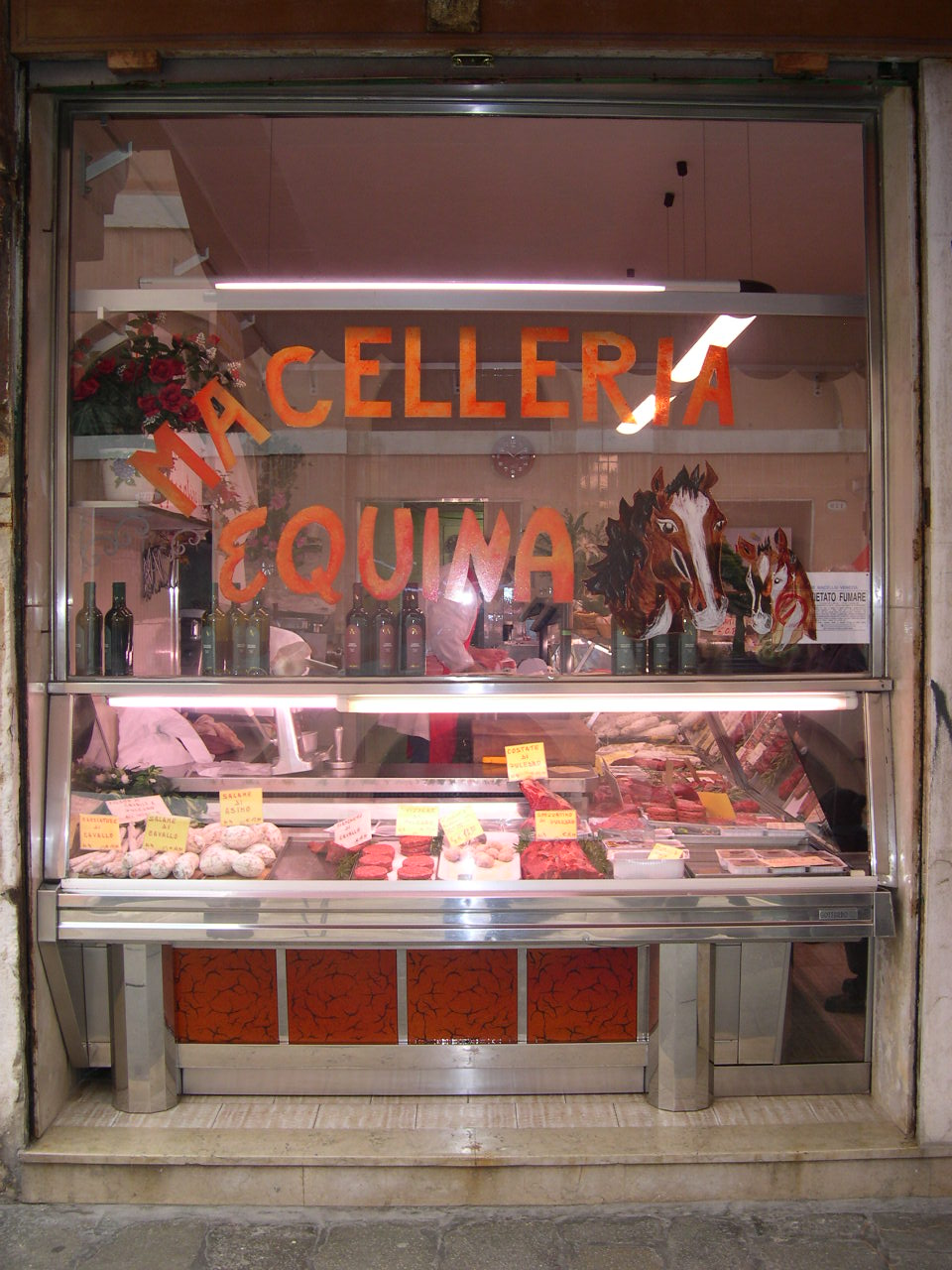
Boucherie chevaline à Venise.

En Italie, plusieurs plats sont traditionnellement à base de viande de cheval ou d'âne. Dans le Piémont, cela inclut le tapulone, de la viande d'âne hachée braisée au vin, servie avec de la polenta et du rosbif de cheval. De même, les produits à base de saucisses appelés salumi étaient à l'origine fabriqués à partir de viande d'âne.

### Suisse
La production de viande de cheval en Suisse même est relativement faible: 411 tonnes (2011). Environ 5 000 tonnes sont importées chaque année, principalement d'Amérique (Canada, Mexique et Argentine).[réf. nécessaire]